# Clematis ningjingshanica
Clematis ningjingshanica är en ranunkelväxtart som beskrevs av Wen Tsai Wang. Clematis ningjingshanica ingår i släktet klematisar, och familjen ranunkelväxter. Inga underarter finns listade i Catalogue of Life.